# RIZIN.13
RIZIN.13（ライジン・サーティーン）は、日本の総合格闘技団体「RIZIN」の大会の一つ。
2018年9月30日に埼玉県さいたま市さいたまスーパーアリーナで開催された。

## 概要
8月24日に行われた記者会見で、RISE世界フェザー級王者・那須川天心とRIZINバンタム級GP王者・堀口恭司がキックボクシングルールで対戦することが発表された。
堀口vs那須川戦のカード発表以降、チケットがすぐに完売状態となり、さいたまスーパーアリーナの5階席を解放するも、その席も完売するほどの売れ行きをマーク。台風24号の影響により、当日会場に来場できなかった観客もいる中、27,208人の来場者数を記録した。
当日、日本列島に接近していた台風24号の影響による鉄道ダイヤの運休発表により、急遽、試合順が変更され、那須川vs堀口戦がメインカードの第13試合から第9試合への変更など3試合を前倒しにして開催された。この変更により、フジテレビの地上波放送(『ニチファミ!』枠)では、当初、那須川vs堀口戦の生放送を予定していたが、録画放送に変更して放送された。

## 対戦カード
第1試合 MMAルール 57.0㎏契約ワンマッチ（肘あり） 5分3R
×  中村優作 vs.  マネル・ケイプ ○
3R 4:27 TS（リアネイキッドチョーク）
第2試合 キックボクシングルール 59.0㎏契約ワンマッチ 3分3R
△  大雅 vs.  原口健飛 △
3R終了 判定0-1 ドロー
第3試合 女子MMAルール 49.0㎏契約ワンマッチ（肘あり） 5分3R
○  浜崎朱加 vs.  黒部三奈 ×
1R 4:45 TS（アームロック）
第4試合 MMAルール 59.0㎏契約ワンマッチ（肘あり） 5分3R
○  朝倉海 vs.  トップノイ・タイガームエタイ ×
3R終了 判定3-0
第5試合 MMAルール 53.0㎏契約ワンマッチ（肘あり） 5分3R
×  砂辺光久 vs.  越智晴雄 ○
3R 2:52 KO（グラウンドキック）
第6試合 MMA特別ルール 無差別級ワンマッチ 3分3R
×  大砂嵐 vs.  ボブ・サップ ○
3R終了 判定0-3
第7試合 MMAルール 110.0㎏契約ワンマッチ（肘あり） 1R10分/2R5分
○  ミルコ・クロコップ vs.  ロッキー・マルティネス ×
1R 4:56 TKO（レフェリーストップ：負傷）
第8試合 MMAルール 49.0㎏契約ワンマッチ 5分3R
×  アンディ・ウィン vs.  山本美憂 ○
3R終了 判定0-3
第9試合 キックボクシング特別ルール 58.0㎏契約ワンマッチ 3分3R 延長1R
○  那須川天心 vs.  堀口恭司 ×
3R終了 判定3-0
第10試合 鉄拳ルール：3 on 3 星取団体戦 日韓対抗戦
1.  CHANEL（シャネル） vs.  TAKE（タケ）
2.  QUDANS（クダンス） vs.  NOBI（ノビ）
3.  KNEE（ニー） vs.  NOROMA（ノロマ）
○ 韓国 2-1 日本 ×
第11試合 MMAルール 70.0㎏契約ワンマッチ（肘あり） 5分3R
○  ダロン・クルックシャンク vs.  ディエゴ・ブランダオン ×
2R 0:17 TKO （レフェリーストップ：グラウンドパンチ）
第12試合 MMAルール 66.0㎏契約ワンマッチ 5分3R
○  朝倉未来 vs.  カルシャガ・ダウトベック ×
3R終了 判定3-0　
第13試合 MMAルール 93.0㎏契約ワンマッチ（肘あり） 1R10分/2R5分
○  イリー・プロハースカ vs.  ジェイク・ヒューン ×
1R 4:29 TKO（レフェリーストップ：スタンドパンチ）